# Майнхард Едвін Майєр
Майнхард Едвін Майєр (англ. Meinhard Edwin Mayer; 18 березня 1929, Чернівці, Румунське королівство — 11 грудня 2011, Ньюпорт-Біч, Каліфорнія, США) — американський професор-емерит фізики та математики Каліфорнійського університету в Ірвіні.

## Біографія
Народився 28 березня 1929 року в Чернівцях. Після приєднання Бессарабії та Північної Буковини до СРСР був депортований до Трансністрії. 1957 року захистив дисертацію в Бухарестському університеті, де викладав до 1961 року. Згодом емігрував до США, де працював у Брандейському університеті та Університеті штату Індіана. 1966 року перейшов до Каліфорнійського університету в Ірвіні, де працював до виходу на пенсію.
Мав великий інтерес до музики та їдишу. Був одружений з Рут, з якою мав двох дітей — Ельму та Нільса. Помер від раку 11 грудня 2011 року в Ньюпорт-Біч, Каліфорнія.

## Наукова робота
Його наукові дослідження були різноманітними — від геометричних методів у калібрувальній інваріантності до застосування вейвлетів у турбулентній течії. Був раннім дослідником (1958) теорії W- і Z-бозонів та електрослабкої уніфікації, яка згодом стала стандартною моделлю. Він також виступав за використання локально тривіального розшарування в калібрувальній інваріантності.
Разом з Джеральдом Суссманом та Джеком Вісдомом є автором праці «Structure and Interpretation of Classical Mechanics», MIT Press, Cambridge, MA, 2001 ISBN 0-262-19455-4.